# Philly ’76
Philly ’76 ist ein Livealbum von Frank Zappa, das 1976 aufgenommen, aber erst 2009 veröffentlicht wurde.
Eine markante Besonderheit dieser Aufnahme ist die ausdrucksstarke Stimme von Lady Bianca, die auf vielen Liedern zu hören ist. Sie war nur wenige Wochen mit Zappas Band auf Tour.

## Geschichte
Das Konzert fand im Rahmen einer Tournee am 29. Oktober 1976 im Spectrum in Philadelphia statt. Frank Zappa veröffentlichte den Titel Wind Up Workin’ in a Gas Station 1992, im Jahr vor seinem Tod, auf You Can’t Do That on Stage Anymore, Vol. 6. Das zum Zappa Family Trust gehörende Unternehmen Vaulternative Records gab das Album Philly ’76, einen Mitschnitt des kompletten Konzerts, zu Zappas 69. Geburtstag am 21. Dezember 2009 heraus.

## Titelliste
Das Album enthält das komplette Konzert, der erste Teil der Doppel-CD endet bei Nummer 11. Oftmals steht am Ende eines Tracks die Ansage für den nächsten. Alle Stücke (außer Track Nr. 20) wurden von Frank Zappa komponiert und getextet.
1. The Purple Lagoon	(3:35) dokumentiert den Beginnt das Konzerts. Nach einem Schlagzeugsolo mit dezenter Gitarre im Hintergrund folgen die Begrüßung des Publikums und die Vorstellung seiner Musiker durch Frank Zappa.
2. Stink-Foot (5:52) aus dem Album Apostrophe (’) (1974) führt vom Thema „Schweißfüße“ zur Bestrafung eines Pudels, der sich weigert, die Pantoffeln zu holen.
3. The Poodle Lecture (3:48) ist ein gesprochener Text über die Fehler, die Gott bei der Erschaffung des Pudels gemacht habe.
4. Dirty Love (3:36) aus dem Album Over-Nite Sensation (1973) wird von Lady Bianca solo gesungen, die instrumentale Begleitung ist ähnlich wie bei der Studioaufnahme. Den oft wiederholten Schluss singt sie mit Zappa gemeinsam, der Text „der Pudel beißt,  der Pudel kaut es“ greift das Pudelthema nochmals auf und kann im Zusammenhang nur als sexuelle Anspielung verstanden werden.
5. Wind Up Workin’ in a Gas Station (2:32) aus dem Album Zoot Allures (1976) war der einzige Ausschnitt des Konzerts, den Zappa zu Lebzeiten veröffentlichte, Lady Bianca und er teilen sich den Leadgesang. Inhaltlich geht es, wie Zappa es selbst ankündigt, um das „delikate Thema der höheren Bildung“.
6. Tryin’ to Grow a Chin (4:01), damals unveröffentlicht, später auf dem Album Sheik Yerbouti (1979), wird von Terry Bozzio gesungen und ist eine Punk-orientierte Persiflage auf damals angesagte Musik.
7. The Torture Never Stops (13:31) aus dem Album Zoot Allures (1976)
8. City of Tiny Lights (7:47), damals unveröffentlicht, später auf dem Album Sheik Yerbouti (1979). Gesungen von Ray White.
9. You Didn’t Try to Call Me (6:32) aus dem Album Freak Out! (1966) wird angekündigt als „Now it’s time for Lady Bianca“. Der Sologesang ihrer markanten Stimme kommt nur mit der Titelzeile aus und steht anfangs ohne instrumentale Begleitung, am Ende mit einem Bassrhythmus. Dazwischen trägt sie als Leadsängerin mit einer Männerstimme im Hintergrund das eigentliche Lied vor.
10. Manx Needs Women (1:44)
11. Chrissy Puked Twice (6:48), bald darauf umbenannt in Titties ’N’ Beer, handelt von einer Begegnung mit dem Teufel und dem Verkaufen der Seele an ihn.
< Ende der CD 1, Beginn der CD 2 >
12. Black Napkins (18:57) aus dem Album Zoot Allures (1976)
13. Advance Romance (13:56) aus dem Album Bongo Fury (1975)
14. Honey, Don’t You Want a Man Like Me? (4:09)
15. Rudy Wants to Buy Yez a Drink (2:20) aus dem Album Chunga’s Revenge (1970) karikiert einen „union man“, also einen Mann von der Gewerkschaft, der vorgibt, Musiker unterstützen zu wollen, aber diese eigentlich nur kontrolliert.
16.	Would You Go All the Way? (2:04) aus dem Album Chunga’s Revenge (1970) beschreibt unerwünschte sexuelle Annäherungsversuche von Männern an Frauen bei kulturellen Darbietungen. Die im Text vorkommende Abkürzung „USO“ steht für United Service Organizations, die solche Veranstaltungen für Soldaten organisiert.
17. Daddy, Daddy, Daddy (2:05) aus dem Album 200 Motels (1971) beschreibt junge Frauen mit reichem Vater, die im darauffolgenden Track vorkommen.
18. What Kind of Girl Do You Think We Are? (4:55) aus dem Album Fillmore East, June 1971 (1971) handelt von jungen Frauen, die auf der Suche nach männlichen Musikern mit einer Hitsingle sind, aber dennoch keinesfalls als Groupie bezeichnet werden wollen.
19. Dinah-Moe Humm (8:09) aus dem Album Over-Nite Sensation (1973) handelt von einer Wette um einen weiblichen Orgasmus.
< Schluss, danach Beginn der Zugabe >
20.	Stranded in the Jungle (3:10), geschrieben von James Johnson und Ernestine Smith im Stil des Doo-Wop, war 1956 ein großer Hit in den USA und wurde danach dort oft gecovert. Das Lied handelt von einem Mann, der im Dschungel gestrandet ist und dort seine Seele verloren hat, dann aber in die USA zurückkehrt und sich nach seiner Geliebten sehnt. Zappa hatte es, soweit bekannt, nie im Studio aufgenommen und nur auf seiner Nordamerika-Tournee im letzten Quartal 1976 im Repertoire. 
21.	Find Her Finer (3:17) aus dem Album Zoot Allures (1976) wird als praktische Lebenshilfe angekündigt. Die Aussage: Wenn Du ein Mädchen beeindrucken willst, zeige ihr nicht, wie schlau Du bist, sondern sinke unter ihr Niveau.
22.	Camarillo Brillo (4:03) aus dem Album Over-Nite Sensation (1973) beschreibt das Anbahnen einer Liaison zwischen dem Sänger und einer mexikanischen Magierin, die vor allem durch ihre verrückt erscheinende, wie Stahlwolle wirkende rote Frisur auffällt.
23.	Muffin Man (6:53)
< Ende der Zugabe >

## Kritische Rezeption
Kritiker betrachten Philly ’76 als einzigartigen Eintrag in der Diskographie von Zappa, was größtenteils an Lady Bianca liege. Michael Schell schrieb: „Es lässt sich kaum überbewerten, wie wichtig ihre Anwesenheit bei der Milderung der problematischsten Auswirkungen von Zappas Texten ist. Allein die Tatsache, dass eine Frau die Hauptstimme auf einem Stück wie Dirty Love singt, mildert dessen Eindruck dramatisch im Vergleich zu Zappas eigener abfälliger und eher unheimlich klingender Darbietung auf anderen Alben […] Black Napkins ist etwas Besonderes dank Biancas wortlosem Gesangssolo, das sich durch ihre schnellen Wechsel von der Brust- zur Kopfstimme und sogar ein paar Multiphonics auszeichnet. Es ist der einzige Zappa-Track, der mir einfällt, mit dieser Art von markantem Jazz-Solo einer Sängerin.“

## Musiker
- Frank Zappa – lead guitar, vocals
- Lady Bianca (auch als Bianca Odin oder Bianca Thornton) – vocals, keyboards
- Ray White – rhythm guitar, vocals
- Eddie Jobson – keyboards, violin
- Patrick O’Hearn – bass, vocals
- Terry Bozzio – drums, vocals

## Cover
Das Cover auf der Vorderseite zeigt die gesamte Gruppe, das Cover auf der Rückseite nur Frank Zappa und Lady Bianca.